# داني غونسالفيس
داني غونسالفيس (بالبرتغالية: Dany Gonçalves‏) هو منافس ألعاب قوى برتغالي، ولد في 14 مارس 1985.

## وصلات خارجية
- داني غونسالفيس على موقع الاتحاد الدولي لألعاب القوى (الإنجليزية)
- داني غونسالفيس على موقع الاتحاد الأوروبي لألعاب القوى (الإنجليزية)